# David Simon, Baron Simon of Highbury
David Alec Gwyn Simon, Baron Simon of Highbury Kt CBE (* 24. Juli 1939) ist ein britischer Geschäftsmann, Politiker und Life Peer.

## Leben und Karriere
Simon wurde am 24. Juni 1939 geboren. Er graduierte 1961 von der University of Cambridge und fing bei British Petroleum an, als Management Trainee und wurde 1982 Chief Executive von BP Oil International.
1986 wurde er Managing Director von BP in 1986, Chief Executive von BP 1992 und Vorsitzender des BP-Aufsichtsrates von 1995 bis 1997.
Er studierte am Insead, anschließend wurde er Berater bei Unilever und war 2004 Vorsitzender der Belgo-British Conference.
Simon war viele Jahre lang in der Wirtschaft tätig. Von 1995 bis 1997 gehörte er dem Court der Bank of England an. Er war von 1989 bis 1996 Non-Executive Director von Grand Metropolitan plc und von 1995 bis 1997 von der The RTZ Corporation plc, sowie von der CRA Ltd von 1995 bis 1997. Von 2006 bis 2009 war er stellvertretender Vorsitzender von Unilever, von 2000 bis 2009 Aufsichtsratsvorsitzender.
Seit 2000 ist er Senior Adviser bei Morgan Stanley. Von 1991 bis 1997 war er Mitglied des Aufsichtsrates der Deutschen Bank. Von 1996 bis 1997 gehörte er dem Aufsichtsrat der Allianz AG an. Von 2000 bis 2008 war er Mitglied des International Council and UK Advisory Board des Insead. Von 2000 bis 2005 gehörte er dem Aufsichtsrat von LEK Consulting und von 2001 bis 2004 dem von Fortis an.
Seit 2001 ist er Mitglied des Aufsichtsrates der Suez Group. Von 2001 bis 2006 war er Mitglied des Fitch International Advisory Committee. Er gehörte von 2002 bis 2006 dem Aufsichtsrat der Volkswagen AG an. Seit 2006 ist er Mitglied des International Advisory Board von Dana Gas. 
Von 1999 bis 2003 war er Berater des Premierministers Tony Blair zur Modernisierung der Regierung. Simon ist seit 1996 Mitglied des Centre for European Reform. 1999 und 2003 gehörte er der Advisory Group on Reform of the EU an. Seit 2002 ist er Mitglied des Centre for European Policy Studies.
Von 2000 bis 2005 war er Vorsitzender der Cambridge University Foundation. Seit 2005 ist er Mitglied des Vorstandes der University of Cambridge. Von 2001 bis 2010 war er Mitglied des Treuhandrates der Hertie-Stiftung, sowie im gleichen Zeitraum bei der Cicely Saunders International. Er ist Liveryman der Worshipful Company of Tallow Chandlers und der Worshipful Company of Carmen.
Von 1988 bis 1992 und von 1994 bis 1995 war er Mitglied des Sports Council. Von 1992 bis 1997 gehörte er dem President's Committee des CBI an. 
Derzeit ist Simon Berater von KPMG und Montrose Associates. Beim Institute of Government ist er Mitglied des Treuhandrates. Simon ist Mitglied des Treuhandrates und stellvertretender Vorsitzender des Cambridge University Council.
Simon war Mitglied der European Union Competitive Advisory Group von 1995 bis 1997 und Berater des EU-Kommissionspräsidenten von 1999 bis 2000.
Simon wurde 1991 als Commander des Order of the British Empire ausgezeichnet und wurde 1995 als Knight Bachelor geadelt. 

## Mitgliedschaft im House of Lords
Simon wurde am 16. Mai 1997 als Baron Simon of Highbury, of Canonbury in the London Borough of Islington, zum Peer auf Lebenszeit erhoben. Seine Antrittsrede im House of Lords hielt er am 22. Mai 1997. Er gehörte zunächst der Fraktion der Labour Party an, trat aber am 22. Juni 2010 aus dieser aus und ist seither parteilos (Non-affiliated).
- Sitzungsperiode 1997/1998: 102* Tage (von 228)
- Sitzungsperiode 1. April 2001 bis 31. März 2002: 15 Tage
- Sitzungsperiode 1. April 2002 bis 31. März 2003: 15 Tage
- Sitzungsperiode 1. April 2003 bis 31. März 2004: 3 Tage
- Sitzungsperiode 1. April 2004 bis 31. März 2005: 5 Tage
- Sitzungsperiode 1. April 2005 bis 31. März 2006: 1 Tag
- Sitzungsperiode 1. April 2006 bis 31. März 2007: 0 Tage
- Sitzungsperiode 1. April 2007 bis 31. März 2008: 0 Tage
- Sitzungsperiode 1. April 2008 bis 31. März 2009: 10 Tage
- Sitzungsperiode 1. April 2009 bis 31. März 2010: 0 Tage
- Sitzungsperiode 1. April 2010 bis 30. Juni 2010: 0 Tage
- Sitzungsperiode 1. Juli 2010 bis 30. September 2010: 0 Tage
- Sitzungsperiode 1. Oktober 2010 bis 31. Dezember 2010: 0 Tage
- Sitzungsperiode 1. Januar 2011 bis 31. März 2011: 0 Tage
- April 2011: 0 Tage (von 7)
- Mai 2011: 0 Tage (von 15)
- Juni 2011: 0 Tage (von 17)
- Juli 2011: 0 Tage (von 13)
- August 2011: 0 Tage (von 1)
- September 2011: 0 Tage (von 8)
- Oktober 2011: 0 Tage (von 18)
- November 2011: 0 Tage (von 18)
- Dezember 2011: 0 Tage (von 13)
- Januar 2012: 0 Tage (von 14)
- Februar 2012: 0 Tage (von 14)
- März 2012: 0 Tage (von 17)
- April 2012: 0 Tage (von 5)
- Mai 2012: 0 Tage (von 13)
- Juni 2012: 0 Tage (von 13)

Simons Anwesenheit bei Sitzungstagen lag in seiner ersten Sitzungsperiode im mittleren Bereich, sank in den folgenden Jahren aber erheblich in den geringen zwei-, später einstelligen Bereich. Zuletzt meldete er sich am 28. Juli 1999 zu Wort. An einer Abstimmung nahm er zuletzt am 22. März 2005 teil. Von 2005 bis 2008 und seit dem 23. Juli 2010 ist er durch einen vom House of Lords vergebenen Leave of Absence beurlaubt.